# Biblioteca Dr. Martin Luther King Jr.
A  Biblioteca Dr. Martin Luther King Jr.(também conhecida localmente como o MLK Library) é uma biblioteca pública de 41 m de altura  localizada no centro da cidade de San Jose, Califórnia, que teve a sua inauguração realizada no dia 16 de agosto, 2003 Em 2018 foi considerada o maior prédio de biblioteca do oeste dos Estados Unidos, construído em um único projeto de construção, com mais de 44.000 m² de espaço em oito andares e cerca de 1,6 milhões de volumes. A Biblioteca King é uma colaboração entre a Cidade de San José e a Universidade Estadual de San José: é a principal biblioteca, tanto para a Universidade Estadual de San José quanto para o sistema de bibliotecas públicas de San José . Em 2004, a biblioteca foi homenageada como a " Biblioteca do Ano pela Library Journal e Thompson Gale e por sua colaboração combinativa dos dois órgão, bem como pelo edifício. No seu décimo aniversário, em 2013, ele ainda era considerada como a maior biblioteca universitária-municipal, dos Estados Unidos.
O prédio da Biblioteca pode acomodar mais de 2000 visitantes.

## Construção

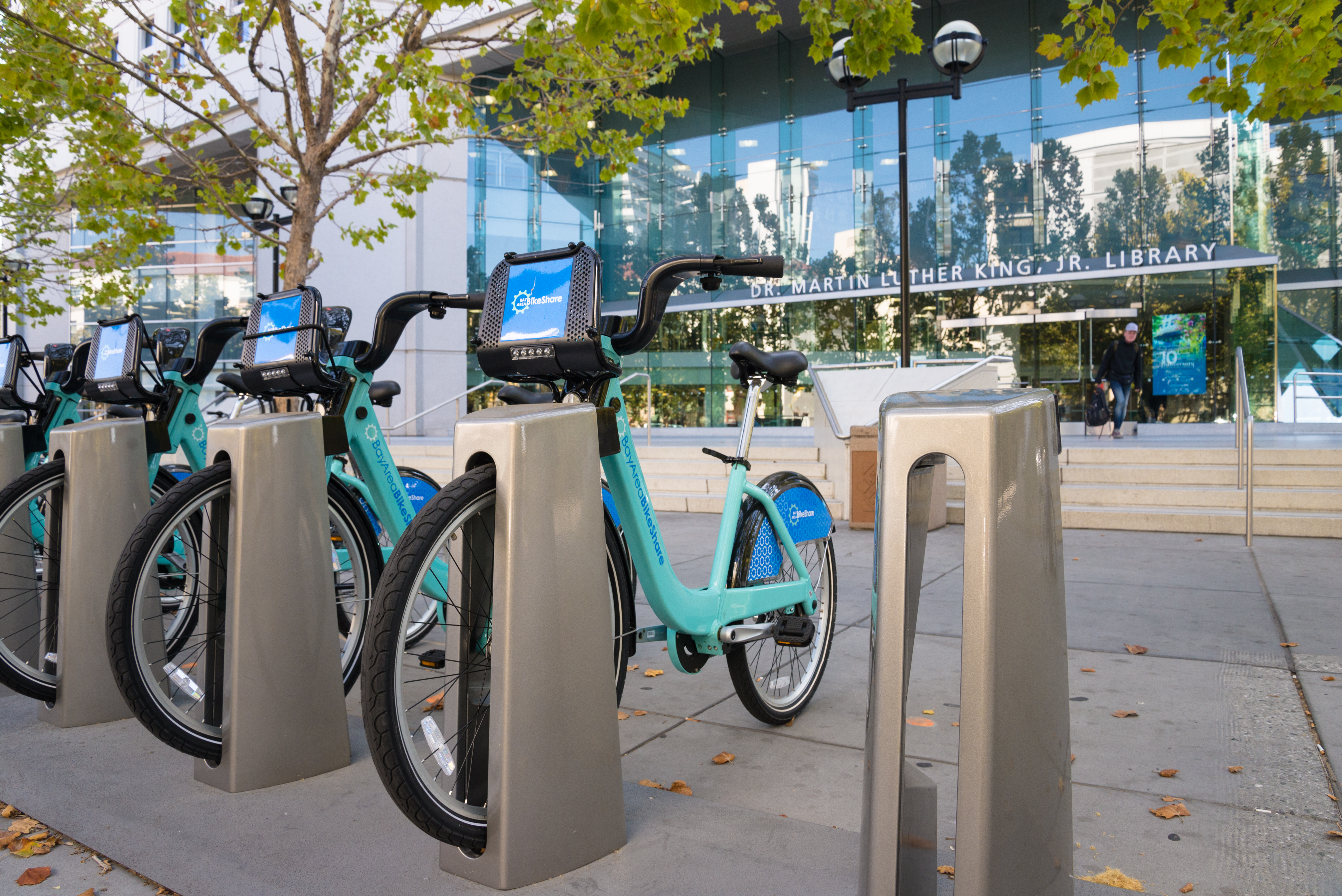
Ford GoBike - Área da Baía de Bicicleta Compartilhada, lado de fora da biblioteca em Santa Clara St.

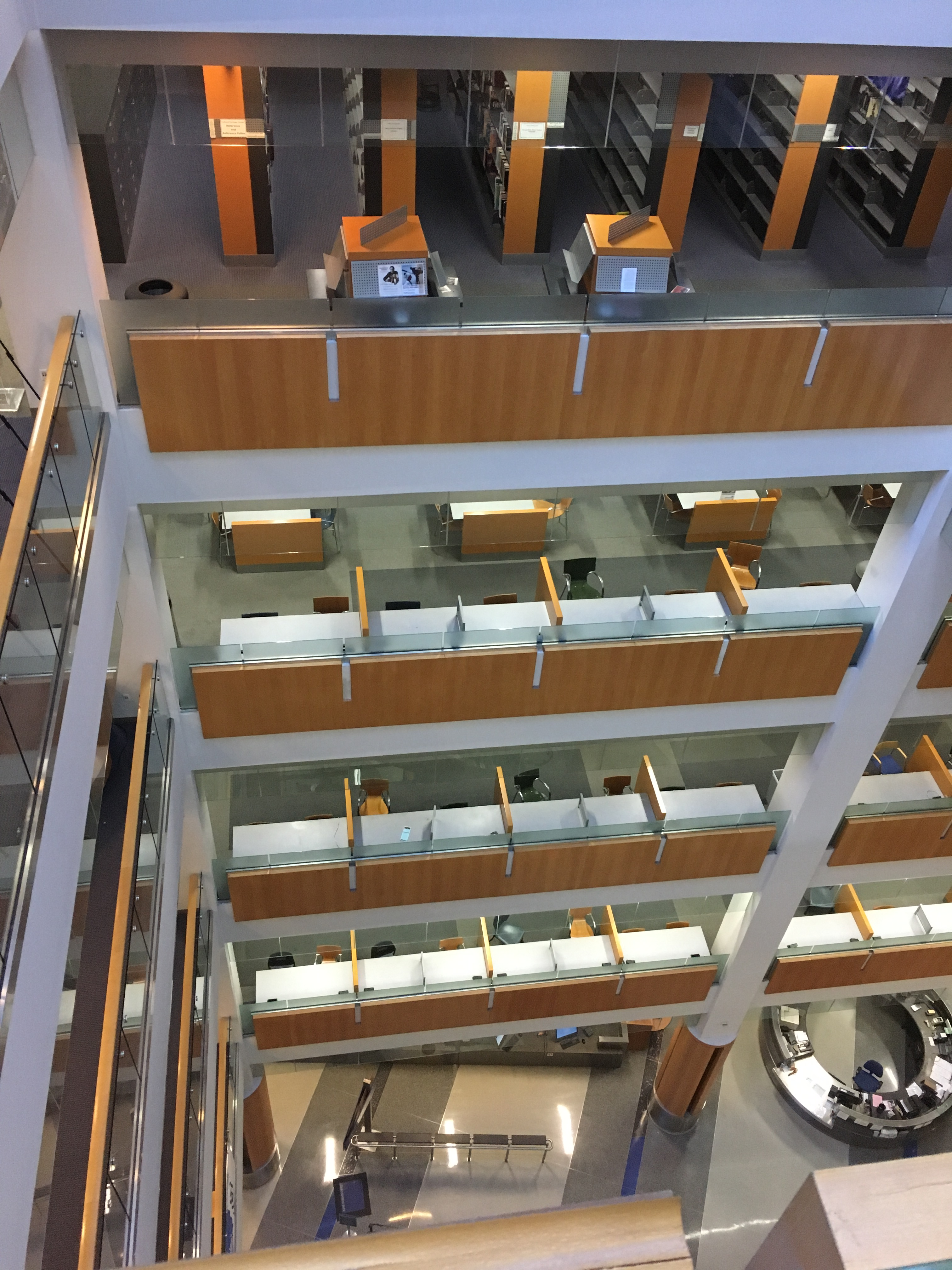
Vista para o átrio do 6º andar.

O nível inferior (abaixo do nível do chão 1) fornece computadores públicos, revistas e documentos do governo. As coleções de referência são no piso 2. Os volumes da Biblioteca municipal do sistema são guardados no piso 3. Lá, os temas não-ficção são indexados através da Classificação Decimal de Dewey e os de ficção são ordenados alfabeticamente pelo último nome do autor. Os volumes da Biblioteca da Universidade (também conhecida como a Coleção de Pesquisa) são arquivados no piso 6 a 8, e são indexados através da Biblioteca do Congresso de Classificação. Alguns volumes duplicados existem em ambos os sistemas.
O centro do edifício é conhecido como o Koret Atruim. No primeiro andar, do Atrium, um grande display de LED mostra em tempo real o número de empréstimos de itens (livros e outras mídias, como CDs e DVDs) que todo o Sistema de Biblioteca da cidade fez desde 2000. A partir de maio 2016, esse display mostrou um valor de mais de 177 milhões.
O primeiro andar, segundo e terceiro andares, são onde a maioria dos computadores públicos estão localizados.
O quarto andar é dedicado para os visitantes, com seus laptops, e os pisos inferiores fornecem grandes mesas redondas para as pessoas se encontrarem. Todos os andares, exceto no primeiro andar, fornecem alcovas individuais para estudantes ou membros do público que estão envolvidos em pesquisas para os seus estudos. Os pisos 6 e 8 são "pisos de estudo silenciosos" e o piso 7 é um "andar de estudo silencioso".

### Arte pública
Em toda a biblioteca se encontram obras de Mel Chin; com o título da série: Recolecciones (espanhol para "recordações").

## Biblioteca

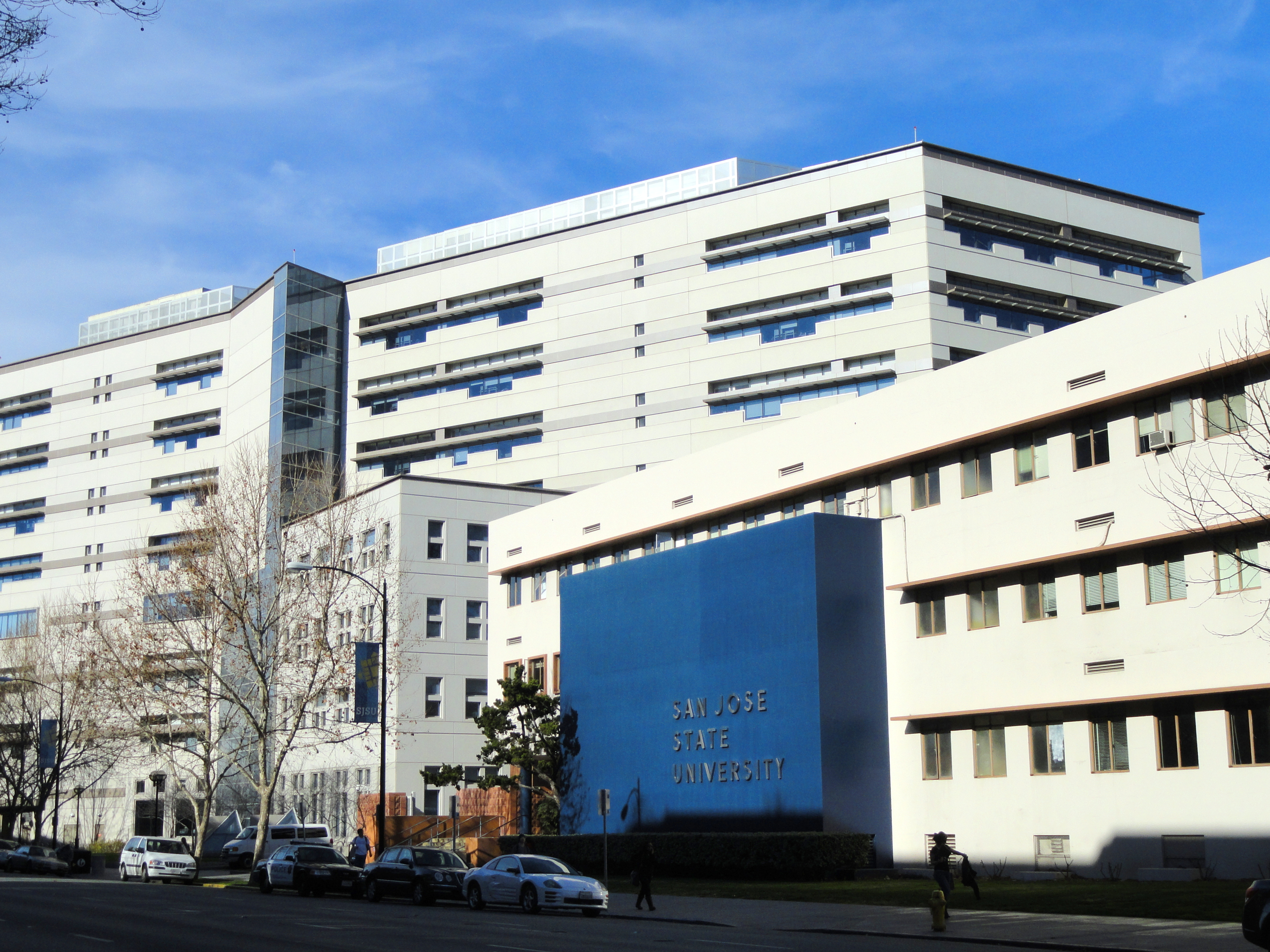
A Biblioteca MLK serve como biblioteca do campus da Universidade Estadual de San Jose.

### Coleções especiais
As coleções especiais da biblioteca incluem, no 5º andar, todo Centro de estudos Ira F. Brilhante Beethoven, o Centro de estudos Martha Heasley Cox  Steinbeck , a Sala de História da Califórnia, o SJSU Coleções Especiais & Arquivos. Há, também, A coleção de Direitos Civis do Dr. Martin Luther King, Jr,  no 3º andar.

### Serviços de computacão e impressão
A biblioteca fornece computadores públicos e um sistema de reserva online para reservar horários de uso. Os alunos  podem reservar salas de estudos por meio um sistema on-line semelhante. Os computadores são configurados com  métodos de entrada em Chinês tradicional e para alguns idiomas Europeus. Alguns computadores públicos são configurados para permitir acessar o catálogo de cartões a biblioteca e apenas outros serviços.
No primeiro andar do Koret Atrium, há um quiosque de oito computadores públicos com acesso à Internet sendo que para se ter acesso, o cartão de biblioteca não é necessário. Estes são configurados de modo a que a utilização está limitada a 15 minutos para cada pessoa.

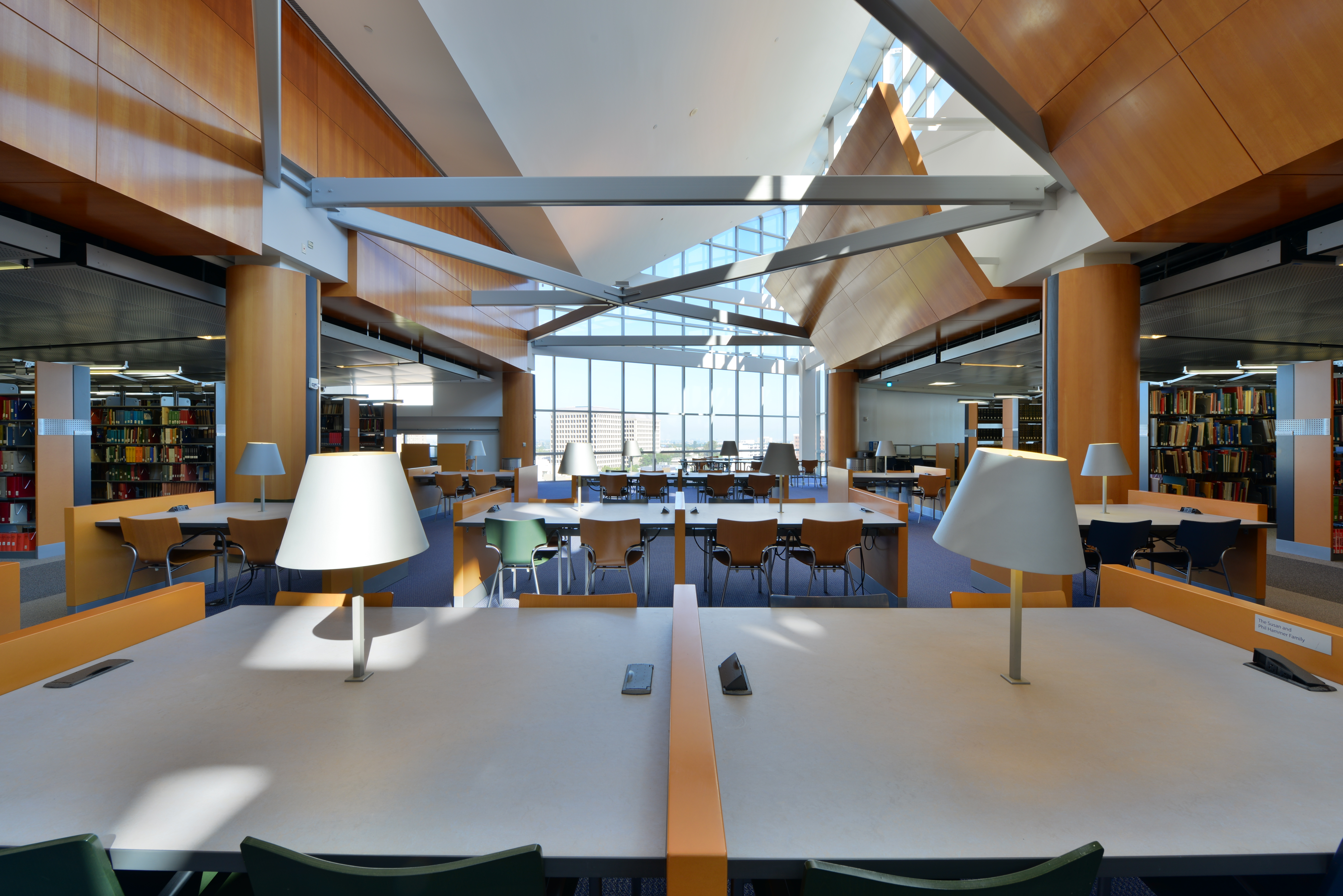
Estantes do 8º andar e a área de estudo.

O primeiro andar possui cerca de 20 computadores públicos, e os andares 2 e 3 tem cerca de 50 computadores públicos cada. O login nesses computadores requer um número de cartão e um PIN da biblioteca da cidade de San JoseO tempo de acesso é, nominalmente, limitado a 2 horas por dia e por cartão de biblioteca, mas no final da sessão, se menos de 90% dos computadores públicos estiverem ocupados, o usuário terá mais uma hora de tempo de sessão; tais extensões podem continuar, desde que a biblioteca esteja aberta. As sessões de login dos usuários de computadores públicos são automaticamente encerradas quando a biblioteca é fechada ao público.
Todos os andares estão equipados com acesso Wi-Fi gratuito;  para a utilização desse serviço é necessário um número de cartão da biblioteca da cidade e o número do PIN. O SSID é "King_Library_WIFI".
Estações e impressoras de liberação de impressão somente em dinheiro estão disponíveis no primeiro andar e em outros andares.Algumas estações de impressão podem ser operadas com cartões de impressão. Copiadoras somente em dinheiro estão disponíveis na maioria dos andares.

### A vida do estudante
A Biblioteca é um grande ponto de conexão da vida do estudante na Universidade Estadual de San José (SJSU). Muitas vezes, os alunos chegam com seus laptops e participar de grupos de estudo, tanto nas mesas como nas salas de estudo.
Depois que a Biblioteca está fechada para o dia para o público, ela permanece em aberto "para horas estendidas de estudo" para (Universidade Estadual de San Jose) SJSU e para os alunos, funcionários e professores(as) e para os estudantes de outras instituições locais aprovadas.

## Galeria

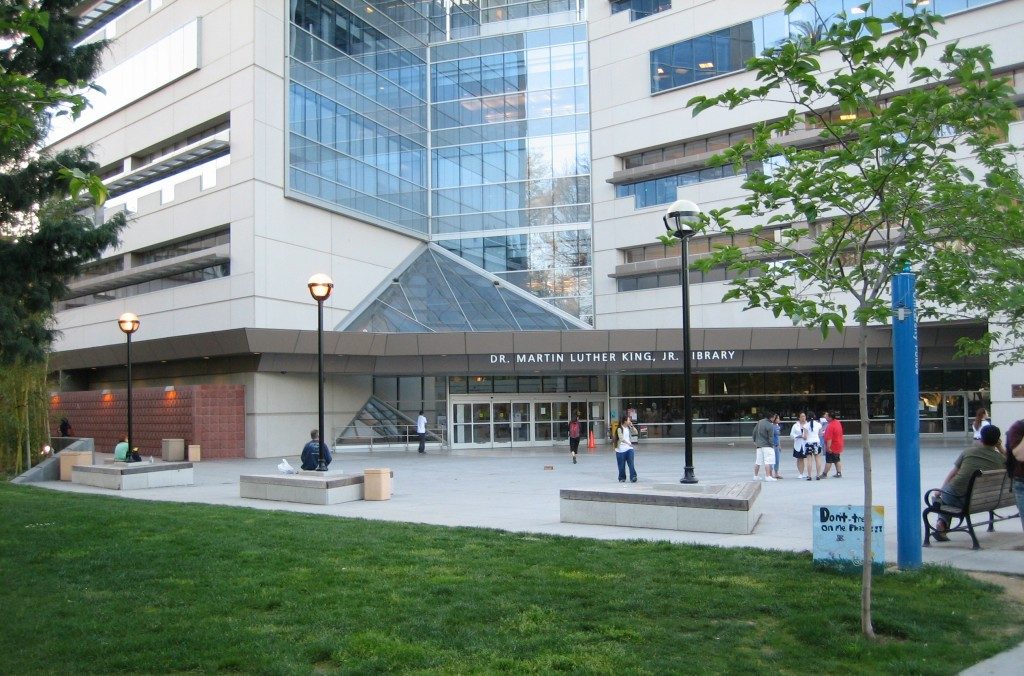
Entrada sudeste
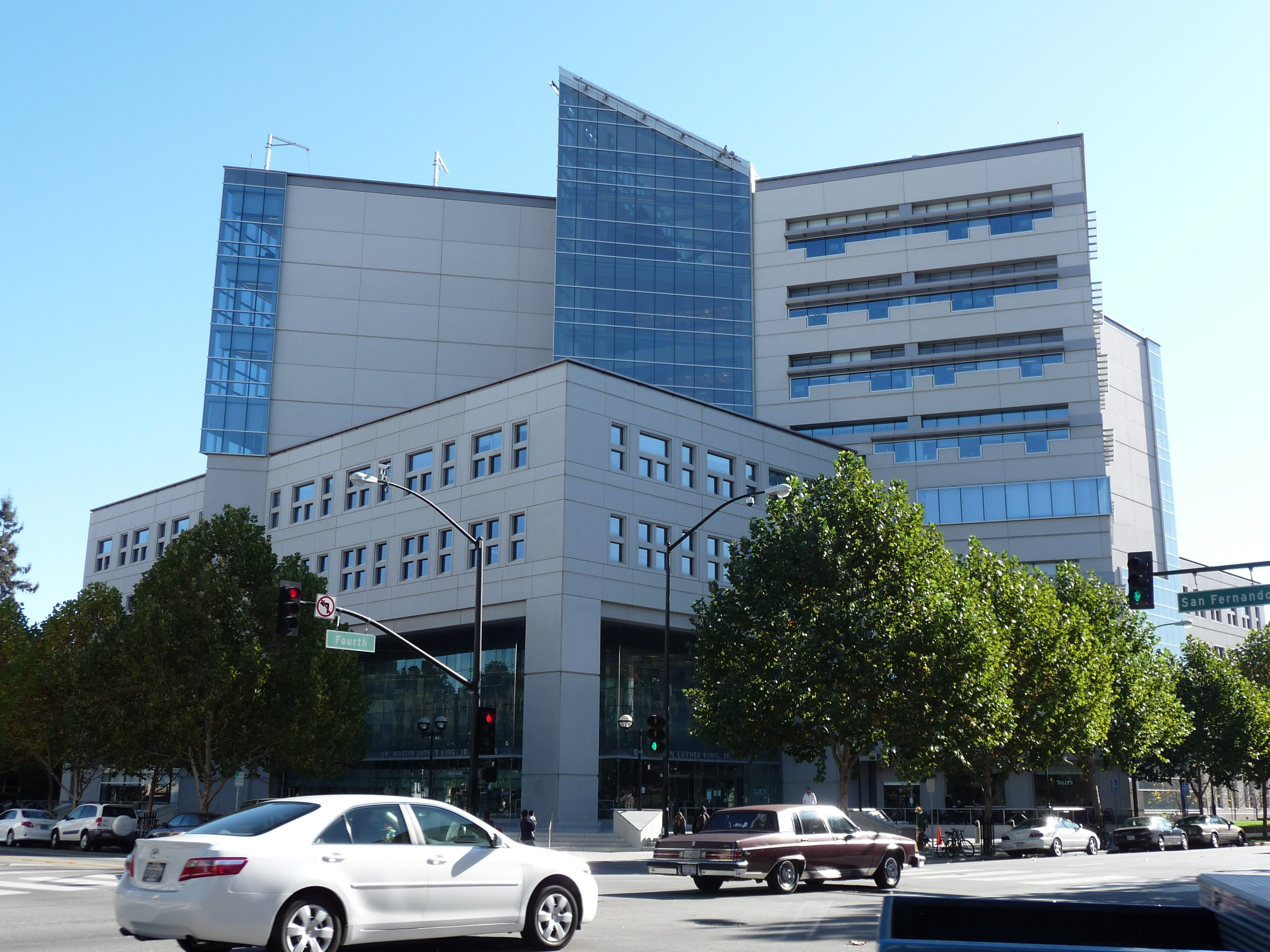
Rua principal-lado (noroeste) entrada